# Villa Rica (Geórgia)
Villa Rica /ˌvɪlə ˈrɪkə/ é uma cidade localizada no estado americano da Geórgia, nos condados de Carroll e Douglas.
Localizada a cerca de 50 quilômetros a oeste de Atlanta, a decisão de desenvolver moradias em uma grande área de terra levou a um grande boom populacional na virada do século XXI, saltando de 4.134 habitantes no censo de 2000 para 13.956, no censo de 2010, um crescimento de 238%; e foi estimada em 18.452 em 2022, mais que o quádruplo da população nos anos 2000.

## Demografia
Segundo o censo americano de 2000, a sua população era de 4 134 habitantes. Em 2006, foi estimada uma população de 11 045, um aumento de 6 911 (167.2%).

## Geografia
De acordo com o United States Census Bureau, conta com uma área de 32,9 km², dos quais 32,5 km² cobertos por terra e 0,4 km² cobertos por água. Villa Rica localiza-se a aproximadamente 389 metros acima do nível do mar.

## Localidades na vizinhança
O diagrama seguinte representa as localidades num raio de 24 km ao redor de Villa Rica.